# آقا خان مقدم
آقا خان مقدم در اواخر قرن شانزدهم میلادی و اوایل قرن هفدهم میلادی یکی از رهبران نظامی و صاحب منصبان صفوی بود. او یک ترکمن از شاخه مقدم از قبیله اتوزیکی بود، که پایگاهشان در قره باغ بود.
پس از اینکه شاه عباس اول، قباد خان مکری، از قبیله کردی مکری، را از سمت فرمانداری مراغه عزل کرد. آقا خان را به عنوان حاکم مراغه گماشت. از آن پس و قاطعانه از ۱۶۱۰–۱۶۱۱ زمانی که کردهای مکری در مراغه یه دستور شاه عباس قتل‌عام می‌شدند در حکومت این شهر همواره در دست یکی از اعضای قبیله مقدم تا پایان دوره قاجار بود.